# Infulene
Rijeka Infulene (por. Rio Infulene) je mala rijeka duga oko 20 km, teče od sjevera prema jugu, u mozambičkoj pokrajini Maputo, ulijeva se u Estuário do Espírito Santo,  koja služi kao granica između općina Maputo i Matola.
Naširoko se koristi za navodnjavanje hortikulturnih proizvoda u takozvanim zelenim zonama grada Maputa, što dovodi do znatnog povećanja saliniteta i zagađenja njegovih voda.